# Калиновский сельский совет (Весёловский район)
Калиновский сельский совет (укр. Калинівська сільська рада) — входит в состав
Весёловского района
Запорожской области
Украины.
Административный центр сельского совета находится в 
с. Калиновка.

## История
- 1922 — дата образования.

## Населённые пункты совета
- с. Калиновка
- с. Добровольческое
- с. Новоукраинка